# Deszczno
Deszczno (deutsch Dechsel, früher auch Dechsil) ist ein Dorf im Powiat Gorzowski der Woiwodschaft Lebus in Polen. Es ist Sitz der gleichnamigen Landgemeinde mit 10.140 Einwohnern (Stand 31. Dezember 2020).

## Geographische Lage
Das Dorf liegt in der Neumark im oberen Warthebruch, etwa neun Kilometer südöstlich der Stadt Gorzów Wielkopolski (Landsberg an der Warthe) und 16 Kilometer nordwestlich der Stadt Skwierzyna (Schwerin an der Warthe).

## Geschichte

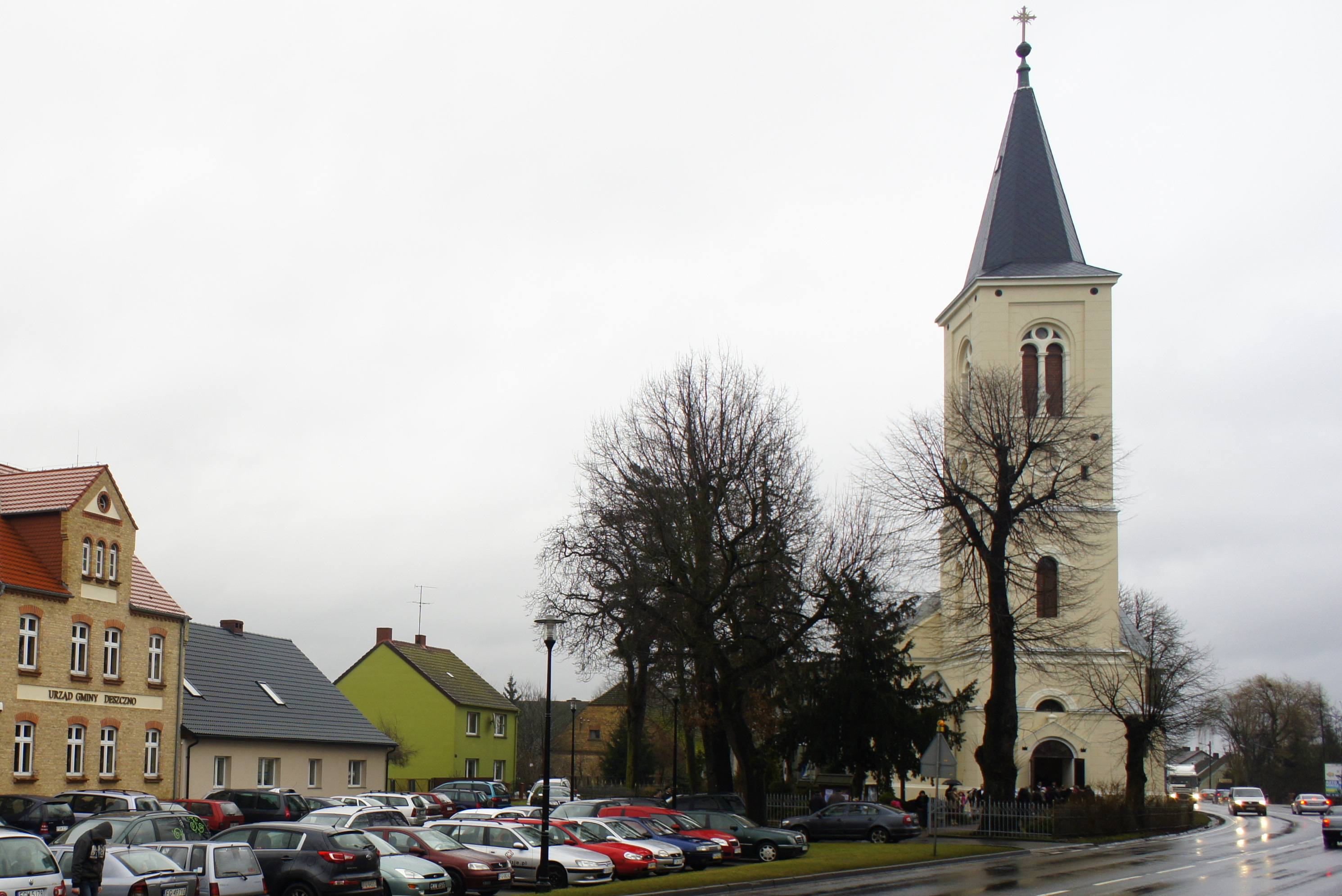
Dorfkirche (bis 1945 evangelisch)

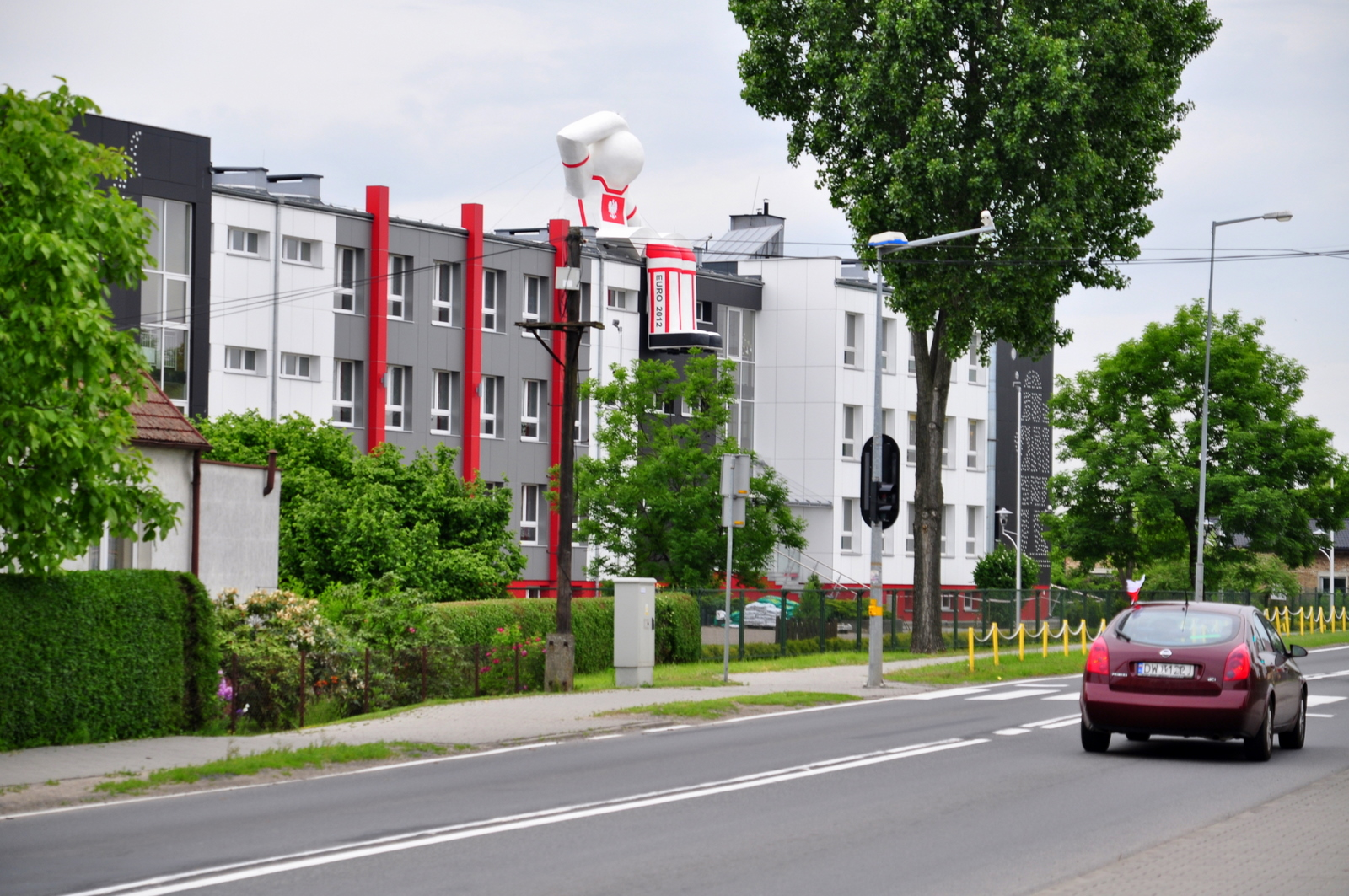
Schulgebäude in den Tagen der Euro 2012

Im Jahr 1344 schenkte Markgraf Ludwig von Wittelsbach der Gemeinde Landsberg an der Warthe die Feldmark der damals wüsten Dorfstelle Dessen (Dechsel). Noch 1608 gehörte Dechsel zu den Eigentumsdörfern von Landberg, von denen jedes einen Lehnschulzen hatte. Dechsel ist eines der wenigen Dörfer im Inneren des oberen Warthebruchs, die bereits zu heidnischen Zeiten vorhanden gewesen waren. Die Haupteinnahmequelle der Dorfbewohner war die Land- und Forstwirtschaft. Das Dorf hatte eine evangelische Mutterkirche und eine Grundschule.
Bis 1945 gehörte Dechsel zum Landkreis Landsberg (Warthe) im brandenburgischen Regierungsbezirk Frankfurt des Deutschen Reichs.
Gegen Ende des Zweiten Weltkriegs wurde die Region im Frühjahr 1945 von der Roten Armee besetzt. Bald darauf wurde Dechsel unter polnische Verwaltung gestellt. Es begann die Zuwanderung polnischer Bevölkerung. In der Folgezeit wurde die deutsche Bevölkerung von der örtlichen polnischen Verwaltungsbehörde vertrieben.

### Einwohnerzahlen
- 1858: 702, darunter sechs Katholiken und neun Juden[4]
- 1933: 887[5]
- 1939: 818[5]

## Gemeinde
Zur Landgemeinde (gmina wiejska) Deszczno gehören das Dorf selbst und 20 weitere Dörfer mit Schulzenämtern.